# Barnhem

Barn på ett barnhem i Finland 1940.

Ett barnhem är en institution för kort- eller långvarig dygnet-runt-omvårdnad och fostran av barn utan vårdnadshavare. Barnhem är vanligast i fattigare länder, där de sociala förhållandena på många håll är sämre, och förekommer bara i begränsad utsträckning i de rikare länderna.

## Barnhem i Sverige
Begreppet "barnhem" uppstod i mitten av 1800-talet. Innan dess var "barnhus" den vanliga benämningen. Svenska barnhem/barnhus finns dokumenterade sedan 1600-talet. Ett av de tidigaste barnhemmen i Sverige var Stora Barnhuset i Stockholm, som öppnades 1633. Svenska barnhem drevs till en början av fattigvårdsstyrelsen, men 1926-1945 av barnavårdsnämnderna. Sedan 1945 har landstingen drivit barnhem, men även kommunerna.
Barnhem var 1924-1981 den officiella svenska benämningen på institutioner för frivilligt eller tvångsmässigt omhändertagande av barn, som av barnavårdsnämnd bedömdes, att inte kunna ges adekvat uppfostran av sina föräldrar. Minst 100 000 svenska barn vistades någon gång på barnhem åren 1950-1980. Cirka 1 700 barn vistades på 150 barnhem och skyddshem/ungdomsvårdsskolor 1980 (jämfört med cirka 7 100 barn på institutioner år 1950). Störst antal barn på institutioner var 1934, då över 8 700 barn vistades på 350 barnhem. Sedan början av 2000-talet har många av dessa barn vittnat om vanvård, varför en statlig utredning tillsattes 2006. I utredningen genomfördes omkring 950 utfrågningar. Regeringen fick en offentlig utredning presenterad för sig i september 2011.
I Sverige finns numera inga verksamma barnhem i ordets traditionella mening, men ett fåtal utredningshem och familjevårdhem använder fortfarande termen. Det är vanligt att föräldralösa eller utsatta barn istället placeras i så kallade familjehem. Varje år omhändertas 20 000 barn och unga. I genomsnitt placeras minst ett barn i varje skolklass någon gång under sin uppväxt i familjehem eller på institution. Det motsvarar fyra procent av alla svenska barn. En procent av barnen växer upp i familjehemsvård.

## Barnhem globalt
- I Rumänien, som har flest barnhemsbarn i Europa, har antalet omhändertagna barn och barn på barnhem minskat för varje år mellan åren 2001 och 2010.
- USA:s största kvarvarande barnhem Bethesda Orphanage, startades 1740 av George Whitefield.

- Japan har många barnhem eftersom föräldrarna inte kan förlora vårdnaden om barnen, så länge de inte adopteras bort. Vanligen är barnhemmen av god materiell standard och har ca 6 barn per anställd, men regionala skillnader förekommer.

## Barnhem i litteratur och kultur
Barnhem har inspirerat författare, musiker och andra att författa verk om de barn som hamnar på barnhem. Ofta beskrivs dessa som utsatta vilket gör det enkelt för dem att uttrycka sympati. 

### Böcker
Charles Dickens - " Oliver Twist ", " David Copperfield "
Jean Webster - ' Pappa Långben '
John Irving - " Ciderhusreglerna "
Astrid Lindgren -"Rasmus på luffen"
Katarina Taikon - "Katitzi",
Stefan Ljungqvist - "TaggtrådsTim".

### Övrig kultur
Barnhem förekommer i teater, film och musik.  Exempelvis Annie (musikal), som även blivit film; Strawberry Fields Forever av Beatles, ett engelskt populärmusikaliskt band, mm.